# Søsterbekk Station
Søsterbekk Station (Søsterbekk stasjon eller Søsterbekk holdeplass) er en jernbanestation på Ofotbanen, der ligger i Narvik kommune i Norge. Stationen består af et spor og en perron med en ventesalsbygning i rødmalet træ. Der er ikke bilvej til stationen, men den ligger ved vandrerruten Rallarveien mellem Bjørnfjell og Katterat. Stationen betjener de mange hytter, der ligger i området.
Stationen åbnede oprindeligt som trinbræt på den gamle strækning gennem Norddalen 5. juli 1955. Den erstattede den gamle Bjørnfjell Station lidt derfra, der blev nedlagt 27. november 1955. I 1988 blev banen omlagt mellem Sørdalen og Bjørnfjell for at undgå en gammel bro ved Norddalsenden. I den forbindelse blev stationen flyttet fra den gamle til en nye strækning 1. oktober 1988. Her kom den til at ligge ved den nordligste af de to broer, der opførtes på den nye strækning.
Da Ofotbanen blev bygget fra 1880'erne og frem til åbningen i 1903 boede mange af anlæggets og jernbanens funktionærer i Søsterbekk, da området var vestvendt og langt mere solrigt end de omkringliggende stationer.